# Guerre d'indépendance de la Colombie
Guerres d'indépendance en Amérique du Sud
Batailles
m
Première république (1810-1815)
- Bajo Palacé
- Magdalena
- Admirable
- Guerre Civile
- Nariño dans le Sud
- Río Palo
- Tolú

Reconquête espagnole (1815-1819)
- Carthagène des Indes
- Cachirí
- Cuchilla del Tambo
- La Plata
- Régime de terreur

Campagne libératrice (1819)
- Paya
- Passage des Andes
- Corrales
- Gámeza
- Pantano de Vargas
- Boyacá

Grande Colombie (1819-1824)
- Campagne fluviale et navale
- Campagne de Pasto

La guerre d'indépendance de la Colombie est un conflit qui s'est déroulé pendant le premier quart du XIXe siècle pour la libération du territoire de l'actuelle Colombie, alors connu sous le nom de Nouvelle-Grenade. Elle fait partie des guerres d'indépendance hispano-américaines, série de combats déclenchés à la suite de l'invasion française de l'Espagne en 1808, qui constitue elle-même l'un des épisodes des guerres napoléoniennes en Europe.
L'indépendance de la Colombie fut un processus long et sanglant. La première phase de la guerre, de 1810 à 1816, se caractérise par des luttes internes continuelles entre défenseurs de l'indépendance. En 1811, un nouvel État est formé pour rassembler dans une confédération les provinces de la Nouvelle-Grenade qui se sont déclarées indépendantes en 1810. En 1816, les Espagnols reprennent le contrôle du pays où ils installent ce que l'on appellera « régime de terreur », par analogie avec la Terreur déclenchée par Maximilien de Robespierre sous la Révolution française. Même si, durant cette période, divers groupes républicains restent actifs et exercent un pouvoir effectif sur les Llanos, principalement en Guyane vénézuélienne et en Casanare, ce n'est qu'en 1819 que s'enclenche le processus final de rejet de la domination espagnole.
Cette année-là, une armée républicaine emmenée par Simón Bolívar traverse les montagnes qui séparent les provinces de Casanare et de Tunja et, avec les batailles de Paya, du Pantano de Vargas et de Boyacá, s'ouvre la voie vers la ville de Santa Fe, l'actuelle Bogota, où elle entre triomphalement le 10 août 1819.

## Précédents et facteurs déclenchants
Les guerres d'indépendance de l'Amérique espagnole se sont inspirées de celles des États-Unis et d'Haïti ainsi que de la Révolution française. Aux États-Unis, les colons blancs voulaient s'affranchir de la domination britannique pour des raisons à la fois économiques, politiques et sociales.
L'invasion française de l'Espagne conduisit en 1808 à l'effondrement de la monarchie espagnole sous le règne de Ferdinand VII. La plupart des anciens sujets du roi Ferdinand n'acceptaient pas l'autorité de Joseph Bonaparte, fait roi d'Espagne par son frère Napoléon Ier. Il fallut deux ans pour établir un gouvernement stable. Pendant ce temps, une « junte suprême », qui se présentait comme l'alternative patriotique au pouvoir bonapartiste, se constitua. Cette dualité entraîna un vide du pouvoir et une incertitude politique dans les possessions espagnoles d'Amérique, y compris dans la Vice-royauté de Nouvelle-Grenade dont faisaient partie les territoires de l'actuelle Colombie ainsi que de l'Équateur, du Panama et du Venezuela.

## Premières indépendances

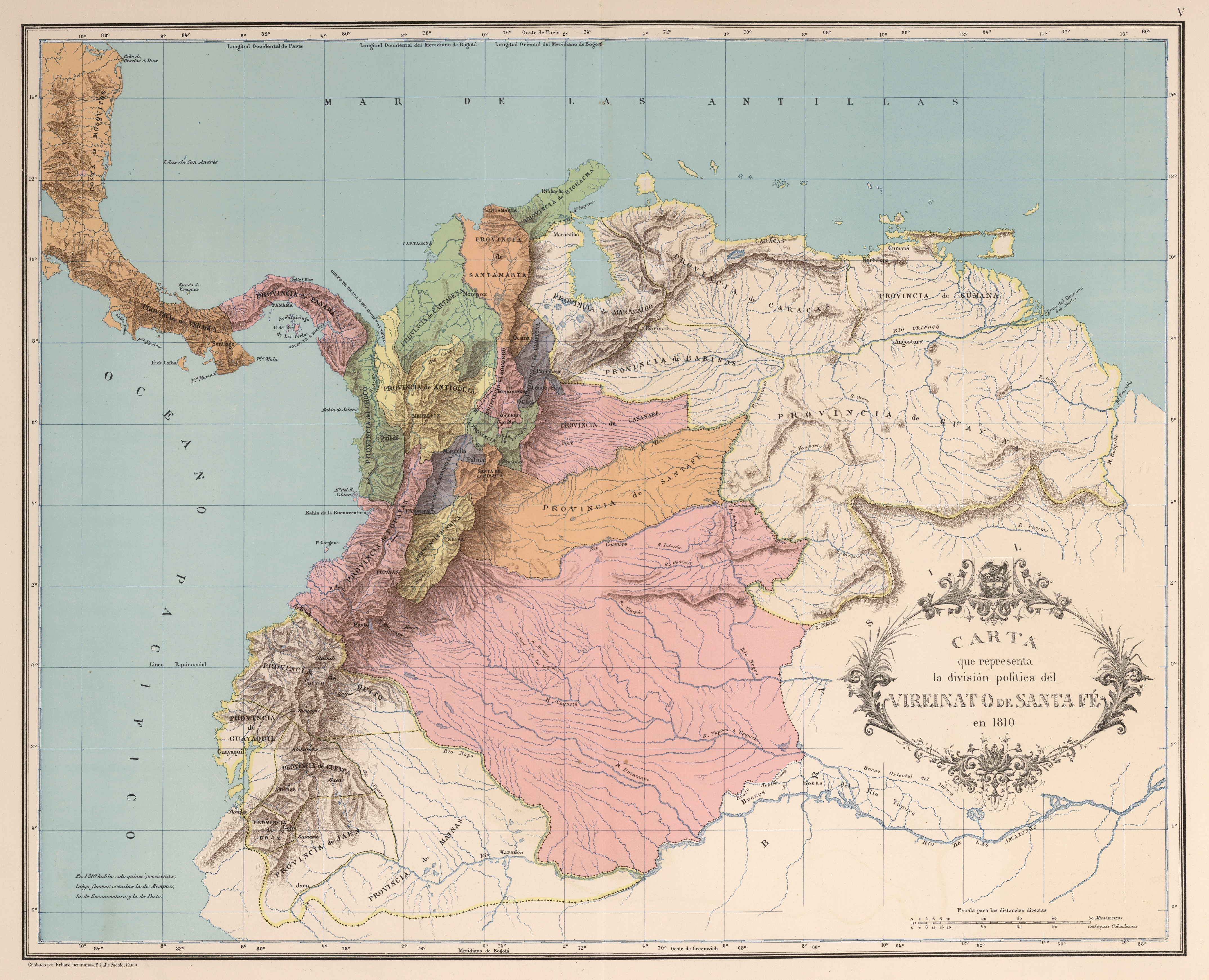
La Nouvelle-Grenade en 1810.

Le 20 juillet 1810, à la suite de l'épisode du vase de Llorente (espagnol : Florero de Llorente), les habitants de Bogotá instaurent la première assemblée représentative à défier l'autorité espagnole. Bien que considéré par les Colombiens comme le point de départ de la lutte pour l'indépendance et que ce jour soit décrété fête nationale, ce n'est pas le premier soulèvement contre l'autorité espagnole car, dès le 14 juin 1810, les nationalistes de Carthagène des Indes ont initié un coup d’État. D'autres soulèvements se produisent dans tout le pays et aboutissent à l'indépendance de la plupart des provinces de Nouvelle-Grenade entre 1810 et 1811.
Cette période de 1810 à 1816, connue sous le nom de Patria Boba (littéralement « patrie stupide » ou « ingénue »), se caractérise par d'intenses combats entre indépendantistes pour définir le mode de gouvernement du nouvel État. La lutte constante entre fédéralistes et centralistes conduit à une période d'instabilité prolongée. De la même façon que pendant la lutte d'indépendance de la Vice-royauté du Río de la Plata, toutes les provinces - et même quelques villes - créent leur propre « junte », chacune se déclarant indépendante par rapport aux autres. Même si celle de Bogotá s'auto-proclame « Junte principale du Nouveau Royaume de Grenade », le territoire reste divisé politiquement : des villes moins importantes créent leur propre junte indépendante de celle de leur capitale provinciale, ce qui conduit à des conflits militaires. Les mois qui suivent verront l'échec de deux propositions visant à réunir un Congrès des Provinces.

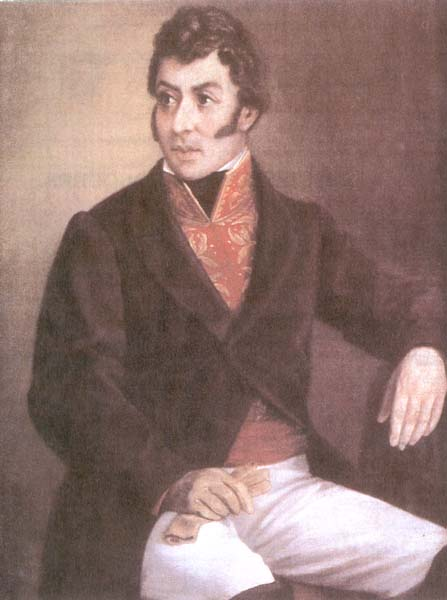
Antonio Nariño, président du Cundinamarca.

En 1811, la province de Bogota dirigée par Antonio Nariño, centraliste, se déclare État indépendant sous le nom de Cundinamarca ; les autres provinces s'unissent au sein d'une fédération nommée Provinces-Unies de Nouvelle-Grenade. Les provinces de Panama et de Veragua, bien qu'invitées à participer aux juntes de Quito, Santa Fe ou Carthagène afin d'adhérer au mouvement indépendantiste, refusent et restent loyales à l'Espagne.
Entre le 23 décembre 1812 et le 10 janvier 1813, le jeune Vénézuélien Simón Bolívar, qui s'est mis au service de l'armée de patriote de Carthagène des Indes après la chute des Provinces-Unies du Venezuela, libère les villes situées sur le cours du río Magdalena lors de la campagne du Magdalena. Cette campagne militaire victorieuse permet la jonction entre les patriotes de Carthagène et ceux du centre du pays et permet à Bolívar d'envisager une campagne pour libérer le Venezuela.
Pendant ce temps, le mode de gouvernement de la Nouvelle-Grenade devient un sujet de désaccord et deux guerres s'ensuivent : l'une à la fin de 1812 et l'autre en 1814. La première guerre se termine sans vainqueur ni vaincu. Cela n'empêche pas le Cundinamarca d'organiser une expédition contre Popayán et Pasto, deux villes royalistes. L'expédition échoue et le président du Cundinamarca, Antonio Nariño, est fait prisonnier.
Profitant de l'affaiblissement du Cundinamarca, le gouvernement des Provinces-Unies lui envoie une armée dirigée par Simón Bolívar, qui a fui le Venezuela pour la seconde fois après la chute de la deuxième République du Venezuela. En décembre 1814, Bolívar contraint le Cundinamarca à se joindre aux Provinces-Unies.
Cependant, au milieu de l'année 1815, Pablo Morillo arrive en Nouvelle-Grenade à la tête d'un important corps expéditionnaire pour reconquérir la Nouvelle-Grenade en commençant par faire le siège de Carthagène des Indes.

## Reconquête espagnole

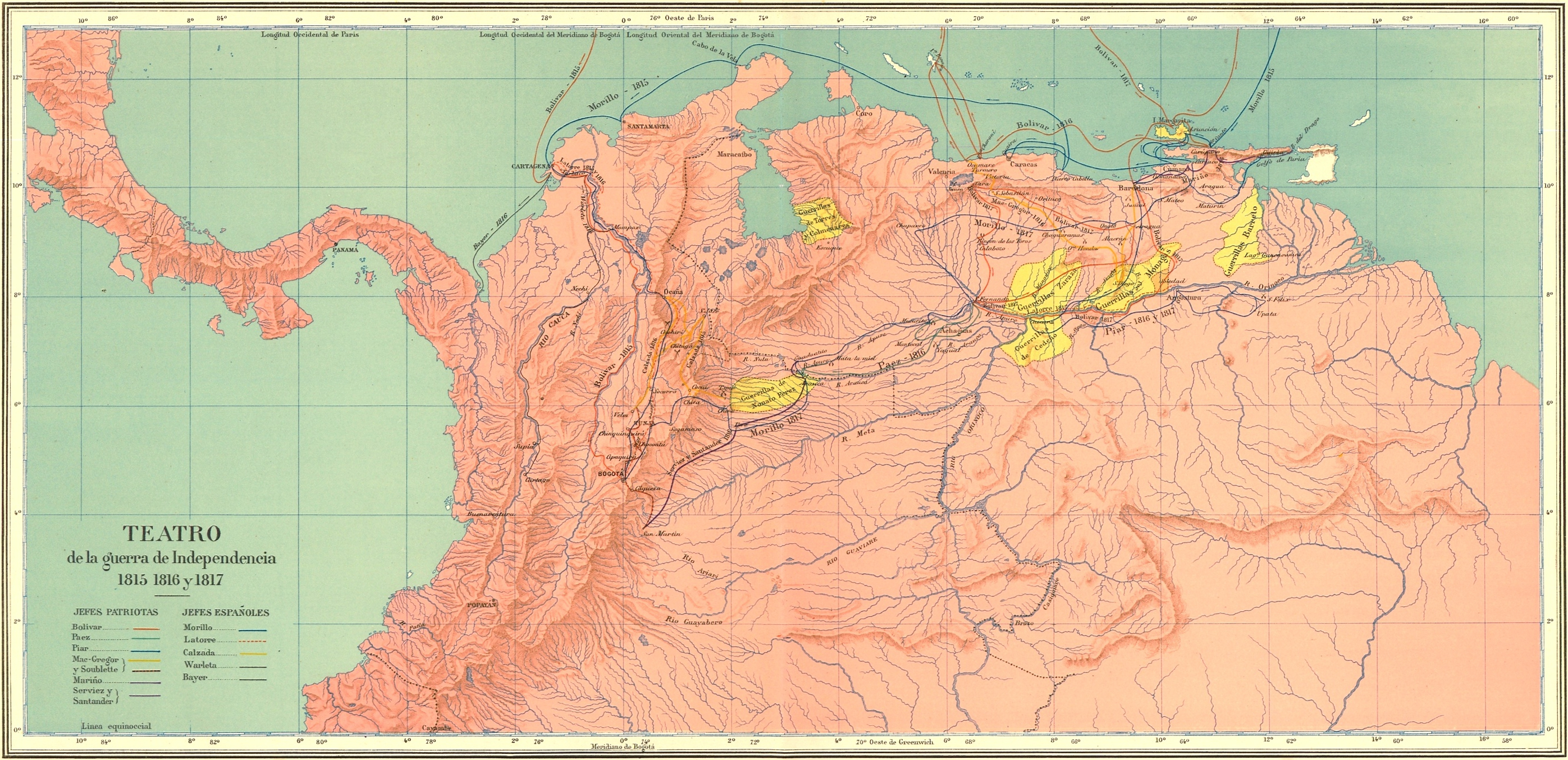
Batailles de 1815 à 1817 en Nouvelle-Grenade et au Venezuela.

La reconquête espagnole de la Nouvelle-Grenade entre 1815 et 1816 et la période qui la suit sont appelées Reconquista (en Amérique) ou Restauración (en Espagne). Peu après son rétablissement sur le trône d'Espagne en 1813, le roi Ferdinand décide d'envoyer la force militaire reconquérir l'empire espagnol d'Amérique, tombé aux mains des forces nationalistes.
L'expédition militaire de 1815, la plus forte jamais envoyée en Amérique jusqu'alors, compte environ soixante navires et dix mille hommes. Le colonel Pablo Morillo, un vétéran de la lutte espagnole contre la France, est placé à la tête de ce qui va déboucher sur la reconquête des colonies du Nord, mettant un terme, après cinq ans, à l'indépendance de facto de la Colombie.
Le siège de Carthagène des Indes initie la reconquête du territoire néo-grenadin. Celle-ci, menée sur trois fronts (Morillo depuis Carthagène, Sebastián de la Calzada depuis le Venezuela, Juan de Sámano, le futur vice-roi de Nouvelle-Grenade, depuis Pasto), sera achevée dès juin 1816 avec la défaite des patriotes lors de la bataille de la Cuchilla del Tambo. Au vu de l'avancée du corps expéditionnaire, les différends internes s'atténuent mais ils resteront un obstacle majeur pour les républicains en dépit d'une tentative du gouvernement des Provinces-Unies pour les résoudre. Aucune entraide entre provinces, pourtant indispensable, ne parvient à fonctionner.
La reconquête achevée, commence alors une campagne de terreur durant laquelle de nombreux patriotes colombiens sont exécutés pour trahison. D'autres, comme Francisco de Paula Santander, se retirent dans les plaines orientales, près de la frontière avec le Venezuela, pour essayer de réorganiser les forces politiques et militaires afin de faire face au nouvel adversaire.

## Libération de la Nouvelle-Grenade

### Plan de Bolívar et Santander
À partir de 1818 la situation penche définitivement en faveur des patriotes, ce qui permet à Bolívar, depuis le Venezuela, et à Santander, depuis la Nouvelle-Grenade, de commencer à coordonner leurs actions à partir de leurs aires d'influence respectives, et de réaliser enfin leur unité militaire.
Il existe alors en Nouvelle-Grenade un important foyer de résistance révolutionnaire aux troupes de Morillo : il est implanté en Casanare, région de plaines voisines de celles de l'Arauca et d'Apure, là où quelques-uns des révolutionnaires néogrenadins les plus compromis s'étaient repliés pour combattre la contre-révolution menée par le commandant Juan de Sámano. Ce bastion patriote est sous les ordres de Santander : Bolívar le nomme général de brigade et commandant de la Division d'avant-garde.
Tous deux ont élaboré un plan : Santander est chargé de préparer la province de Casanare, d'unifier les guérilleros du Sud et de fournir à Bolívar des informations sur les troupes espagnoles pour déclencher l'invasion de la Nouvelle-Grenade.

### Naissance officielle de la Grande Colombie
Aux préparatifs militaires s'ajoutent d'importantes actions politiques. Le 21 janvier 1819, deux navires anglais, le Perseverance et le Tartare, arrivent à Angostura avec à leur bord un corps de volontaires connu plus tard sous le nom de Légion britannique, venu soutenir Bolívar. Le 15 février, le Libertador réunit le Congrès d'Angostura, devant lequel il prononce l'un de ses principaux discours politiques, le Discours d'Angostura. Il y développe une analyse critique de la situation, expose la voie à suivre pour réussir à fonder la République et annonce le projet de Constitution qui sera promulgué en 1821 lors du Congrès de Cúcuta.
Ce Congrès de Cúcuta voit la promulgation de la Loi fondamentale de Colombie, acte de naissance officiel de la République de Colombie, ou Grande Colombie, dont le territoire embrasse la Nouvelle-Grenade et le Venezuela et se divise en trois départements : Cundinamarca (Bogota), Venezuela (Caracas) et Quito (Quito).
Le Congrès désigne également, en décembre 1821, Simon Bolívar Président de la République et Francisco de Paula Santander Vice-président de la République de sorte que « les Républiques du Venezuela et de Nouvelle-Grenade soient réunies en une seule à partir de ce jour, sous le nom glorieux de République de Colombie. »

### Préparatifs de campagne

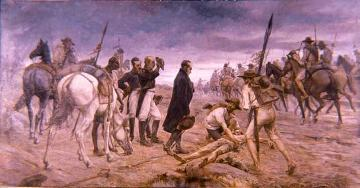
Passage de l'armée du Libertador par le páramo de Pisba.

Parallèlement, en 1819 Bolívar prépare toujours l'invasion de la Nouvelle-Grenade en s'efforçant de garder le secret sur les détails de la campagne. Ainsi, la durée de l'opération, ses caractéristiques, sa date de début et sa portée n'étaient pas connus, ce qui contribua à augmenter l'effet de surprise et l'imprévisibilité de l'attaque.
Pablo Morillo est informé de l'arrivée à Angostura de la Légion britannique sous le commandement de James Rooke ; il comprend que logiquement le prochain mouvement de Bolívar devrait être de faire la jonction avec les troupes de José Antonio Páez, principal meneur rebelle des Llanos. Il décide en conséquence d'attaquer le réduit rebelle de Casanare avec les troupes du colonel José María Barreiro. Celles-ci devront faire face à un harcèlement continuel par l'armée du général Santander, dont les tactiques de guérilla vont user la Troisième Division espagnole.
L'arrivée de la saison des pluies rend bientôt les chemins impraticables et les manœuvres militaires difficiles ; les Espagnols décident de se replier, pensant que leurs ennemis vont en faire autant. Cependant la tournure des évènements fait pressentir le pire au général Morillo : son armée expéditionnaire, épuisée et depuis longtemps privée de renforts, trouve en face d'elle une force efficace dont il ignore les capacités réelles.
C'est alors que Bolívar réalise l'un de ses plus hauts faits militaires, le passage des Andes, en une saison peu propice qui faisait tenir la chose pour impossible avec les moyens de l'époque. Après une avance difficile à travers le páramo de Pisba, les patriotes atteignent finalement les positions des troupes royalistes qu'ils affrontent le 25 juillet 1819 lors de la bataille du Pantano de Vargas.

### Bataille du Pantano de Vargas
Les patriotes ont réussi à porter leurs effectifs à deux mille six cents hommes. Le 25 juillet, Bolívar conduit ses troupes en direction de Paipa pour attaquer l'arrière-garde de l'ennemi ou le forcer à abandonner ses défenses.
Mais à l'est du Pantano de Vargas les royalistes se présentent pour lui barrer la route.
L'armée patriote fait face à la position royaliste, mais a le désavantage du terrain, ce dont les Espagnols profitent pour attaquer.
L'aile droite royaliste déloge l'aile gauche patriote de la hauteur que Santander tenait à l'est mais une contre-attaque des éléments dispersés et de la Légion britannique regagne le terrain perdu.
Arrivent les renforts de Barreiro qui attaquent sur la droite pour déloger les patriotes. Mais Bolívar les prive de la victoire grâce à la célèbre charge de cavalerie conduite par le commandant Juan José Rondón avec les cavaliers de l'Alto Llano de Caracas et les guides de la Garde sous les ordres de Carvajal.
« Colonel Rondón, sauvez la patrie », s'écrie Bolivar et Rondón charge les Espagnols avec son escadron de lanciers et les met en fuite, de telle façon que la défaite imminente qui se dessinait est transformée en victoire.
L'armée patriote reste maître du champ de bataille et le 26 juillet regagne ses positions de Corrales de Bonza tandis que les royalistes se replient sur Paipa et Molinos de Bonza.

### Bataille de Boyacá

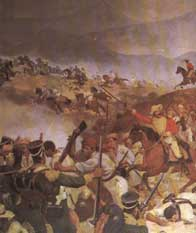
La bataille de Boyacá, toile de Martín Tovar y Tovar.

Cette victoire permet à Bolívar de progresser jusqu'à la ville de Tunja où il entre le 4 août 1819. L'attaque de Bolívar a réussi à surprendre les Espagnols qui, face au désastre, ont tenté de réagir. Le colonel Barreiro pensait encore pouvoir contrôler la situation, mais l'état de ses troupes le cantonnant à la défensive, il décide de se replier sur Bogota où les conditions lui seront beaucoup plus favorables.
L'affrontement décisif eut lieu le 7 août 1819, lors de la bataille de Boyacá, alors que l'armée royaliste traverse le pont de Boyacá. L'arrière-garde royaliste est toujours derrière, aussi le général José Antonio Anzoátegui ordonne-t-il de bloquer le passage entre les deux segments de l'armée adverse. L'arrière-garde espagnole, largement dépassée en nombre, bat en retraite. Simon Bolivar ordonne alors une attaque de flanc sur l'arrière-garde ennemie avec deux bataillons attaquant par la droite et la Légion de volontaires britanniques par la gauche. Submergés, les Espagnols battent en retraite sans direction précise et Bolivar donne l'ordre à ses lanciers d'attaquer le centre de l'infanterie royaliste, tandis qu'un escadron de cavalerie espagnol fuit la bataille. Malgré une dernière résistance et exposé à un feu nourri, le colonel Barreiro, qui commande l'arrière-garde royaliste, offre alors sa reddition. Environ 1 600 prisonniers sont faits à l'issue de cette bataille qui ouvre la route de Bogotá aux patriotes et assure la libération du pays.
Apprenant la défaite, le vice-roi Juan de Sámano, qui connaissait comme tous les royalistes le Décret de guerre à mort, s'enfuit sur-le-champ de Bogotá, permettant l'entrée triomphale de l'armée libératrice dans la capitale le 10 août 1819.

## Fin de la Nouvelle-Grenade espagnole
Avec la fuite du vice-roi, la vice-royauté cesse d'être effective. L'Espagne, cependant, maintient son pouvoir sur plusieurs villes et leurs zones d'influence : Pasto, Popayán, Carthagène des Indes, Barranquilla, Santa Marta.
Du 10 août 1819 au 10 octobre 1821 se déroule une campagne fluviale et navale qui libère les ports de la mer des Caraïbes. Le 7 avril 1822, la bataille de Bomboná, dans le sud du pays, désastre tactique pour les deux camps en présence, offre pourtant un avantage stratégique aux forces républicaines qui parviennent bientôt au contrôle total de l'actuel territoire colombien.
Le 29 mai 1822, après la bataille de Pichincha, la Présidence de Quito est libérée tandis que la bataille du lac Maracaibo, le 24 juillet 1823, achève la libération du territoire vénézuélien : les royalistes ont définitivement perdu le contrôle de ce qui fut la Vice-royauté de Nouvelle-Grenade et qui, depuis le congrès de Cúcuta en 1821, s'appelle la République de Colombie.

## Cartes des opérations militaires

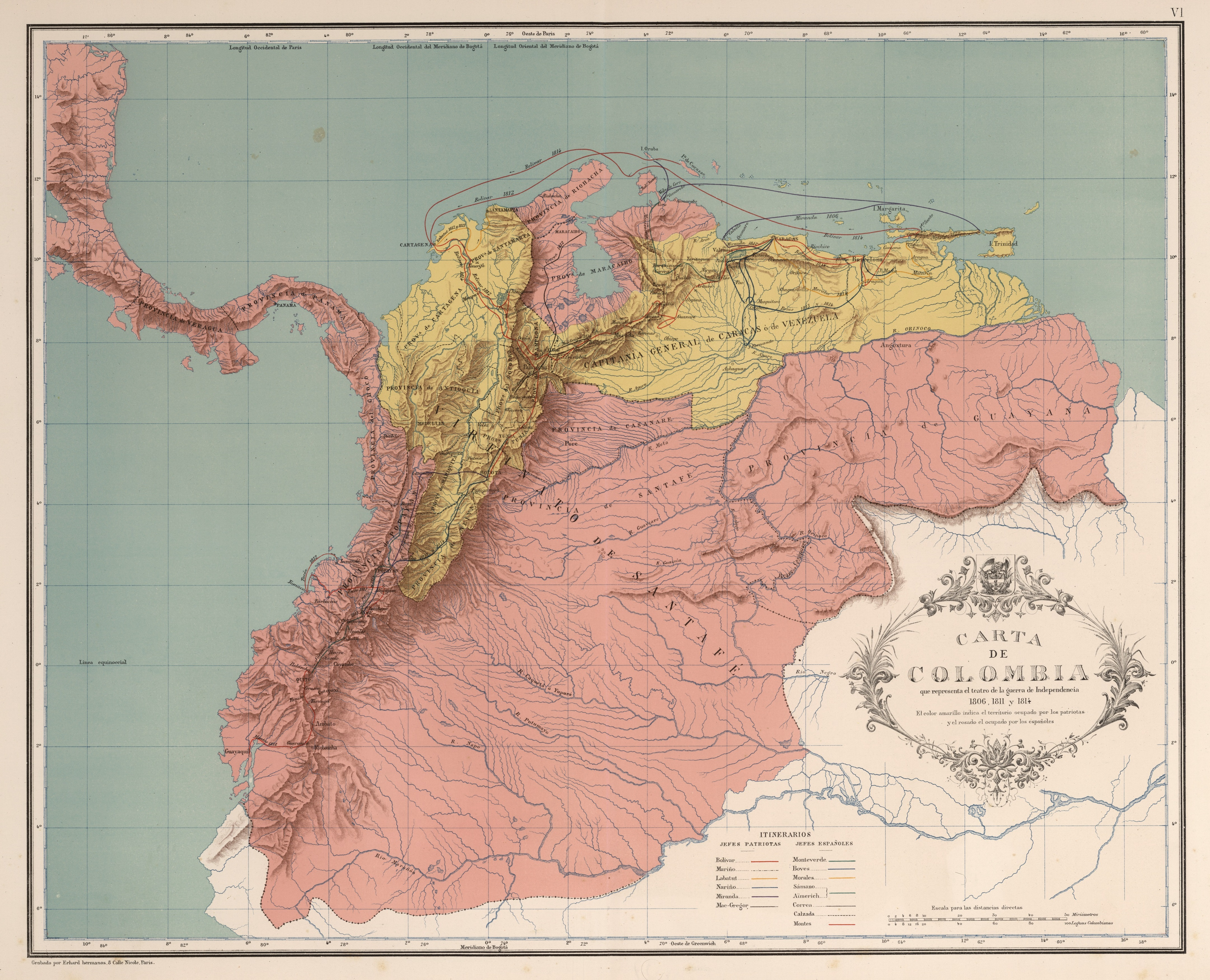
Campagnes de 1806-1814.
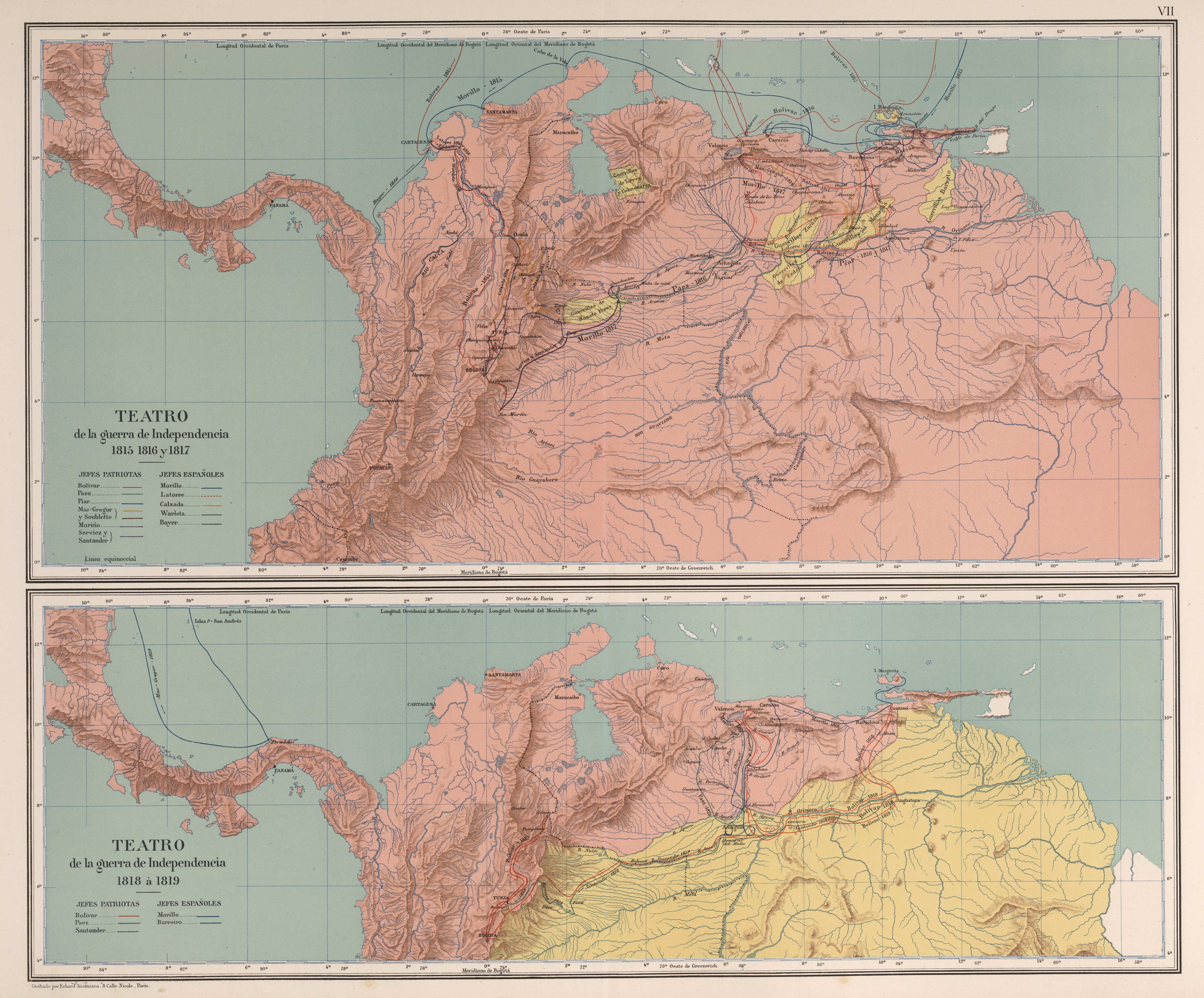
Campagnes de 1815-1817 (haut) et de 1818-1819 (bas).
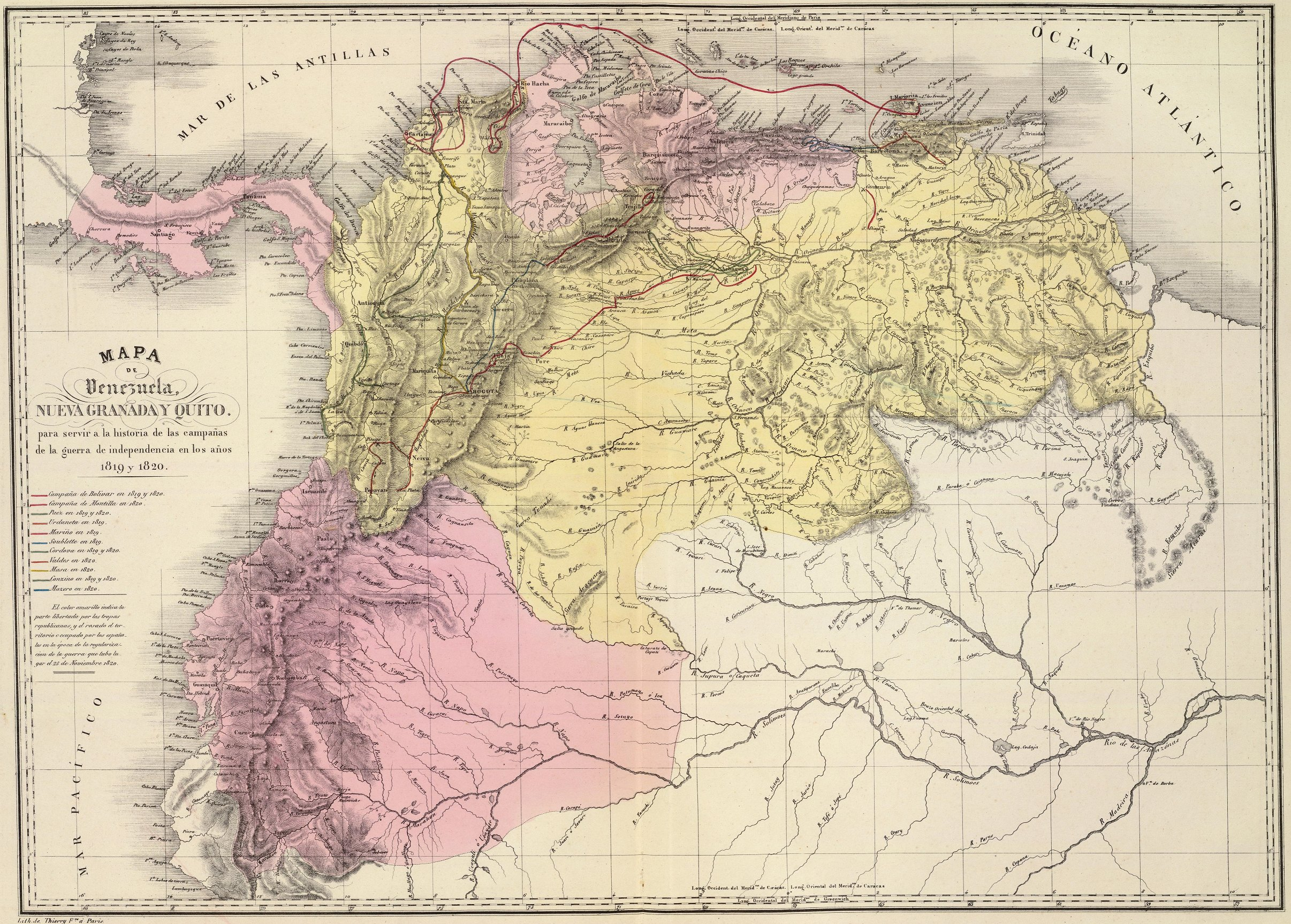
Campagnes de 1819-1820.
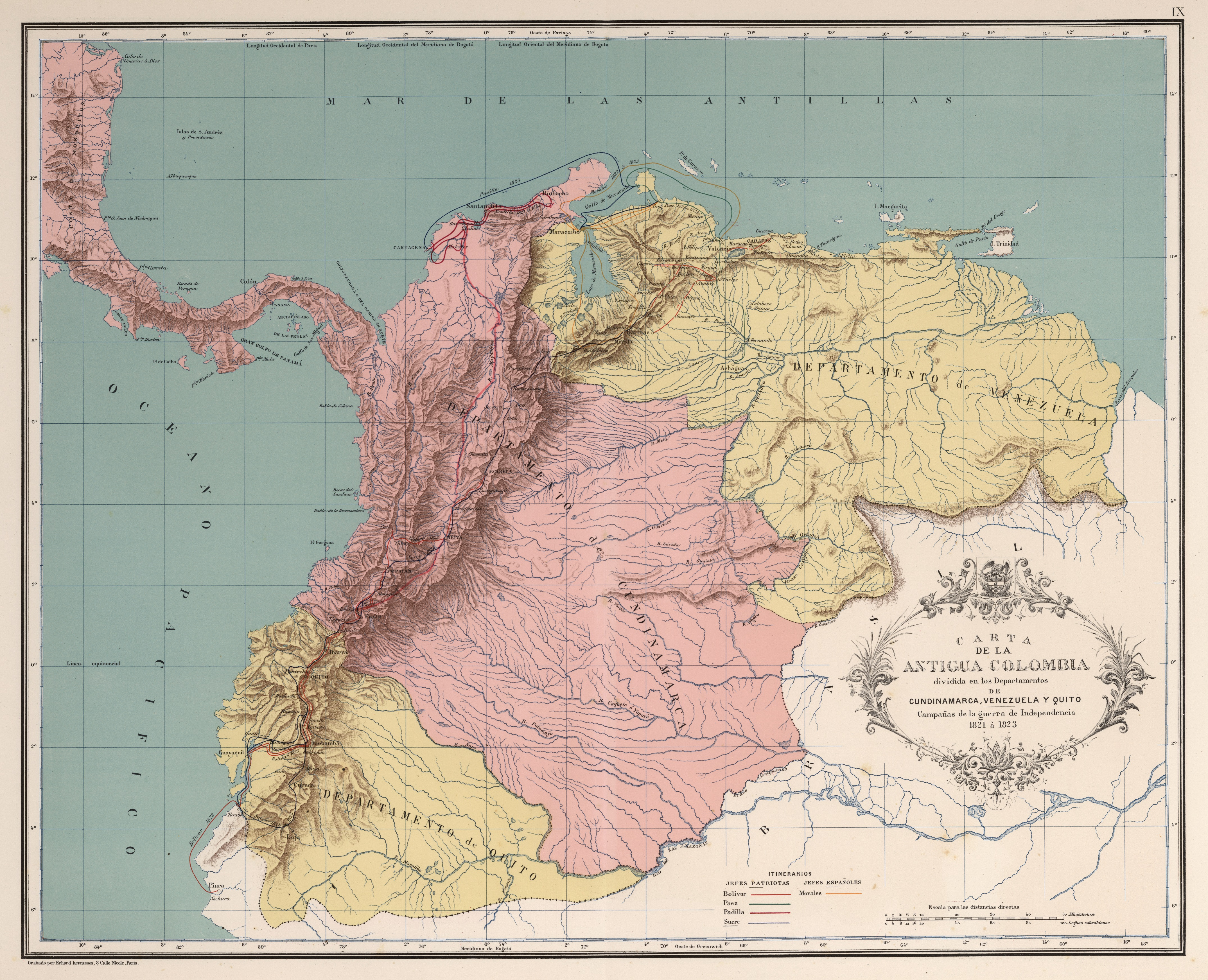
Grande Colombie en 1820 et campagnes de 1821-1823.